# 모멘툼 운동
모멘툼 운동(헝가리어: Momentum Mozgalom 모멘툼 모즈걸롬[*])은 헝가리의 정당 가운데 하나이다. 중도 노선을 표방하며 2017년 3월 4일에 설립되었다.
2017년 1월에는 비정부 기구처럼 부다페스트의 2024년 하계 올림픽 유치 반대 청원을 시작한 것으로 가장 잘 알려져 있다. 부다페스트의 2024년 하계 올림픽 유치 반대 주민투표가 시작되기에 앞서 헝가리 정부가 하계 올림픽 유치 계획을 철회하면서 청원 또한 취소되었다.